# Pseudhoplomelas
Pseudhoplomelas is een kevergeslacht uit de familie van de boktorren (Cerambycidae). De wetenschappelijke naam van het geslacht werd voor het eerst geldig gepubliceerd in 1957 door Breuning.

## Soorten
Pseudhoplomelas is monotypisch en omvat slechts de volgende soort:
- Pseudhoplomelas elegans (Fairmaire, 1899)